# フィリップ・モートン・シャンド
フィリップ・モートン・シャンド（Philip Morton Shand、1888年1月21日 - 1960年4月30日）は、イギリスのジャーナリスト。
イギリス国王チャールズ3世の妃カミラの祖父である。
| スタブアイコン | サブスタブ | この項目は、まだ閲覧者の調べものの参照としては役立たない、人物に関連した書きかけの項目です。この項目を加筆・訂正などしてくださる協力者を求めています（P:人物伝/PJ:人物伝）。 |